# Typsiharpalus
Typsiharpalus is een geslacht van kevers uit de familie van de loopkevers (Carabidae). De wetenschappelijke naam van het geslacht is voor het eerst geldig gepubliceerd in 1901 door Tschitscherine.

## Soorten
Het geslacht Typsiharpalus omvat de volgende soorten:
- Typsiharpalus azruensis Antoine, 1925
- Typsiharpalus bonvouloiri (Vuillefroy, 1866)
- Typsiharpalus punctatipennis (Rambur, 1838)